# Mercedes-Benz 190 (Type 201)
Cet article concerne un modèle d'entrée de gamme de Mercedes-Benz. Pour voir d'autres modèles de Mercedes-Benz de la même désignation, voir Mercedes-Benz 190.
La Mercedes-Benz Type 201, surnommée Baby-Benz, est une berline tricorps d'entrée de gamme fabriquée par Mercedes-Benz de 1982 à 1993. Commercialisée sous le nom Mercedes-Benz 190, elle sera la toute première familiale du constructeur allemand. Produit à plus de 1,8 million d'unités, cela en fait l'un des modèles Mercedes-Benz les plus populaires. Elle a été conçue pour séduire un public plus jeune que celui ciblé par les modèles existants. En effet, l'étude de l'aérodynamique du modèle en fait un véhicule économique et sportif pour l'époque. Par ailleurs, la sécurité n'a pas été en reste puisque la 190 peut être équipée d'ABS, d'airbag, et la structure de la carrosserie a été étudiée de manière à préserver les occupants à l'intérieur du véhicule.
D'autres modèles de Mercedes-Benz ont été commercialisés sous le nom de 190 : dans la série des 121, ont été commercialisées les 190D (de 1958 à 1959), les 190b (de 1959 à 1961) et les 190Db (de 1959 à 1961). Dans la série des 110, ont été commercialisées les modèles 190c (de 1962 à 1965) et les 190Dc (de 1962 à 1965). Sans oublier la mythique 190 SL de 1955 à 1963 qui aura également cette dénomination.
La 190 Type 201 sera dessinée par le designer automobile Bruno Sacco.

## Historique
La 190 marque le passage à une nouvelle génération de voitures pour Daimler-Benz.
- Décembre 1982 : présentation officielle et lancement du modèle.
- 1988 : lancement de la phase 2.
- 1989 : sortie de la version EVO I.
- Mars 1990 : sortie de la version EVO II.
- fin 1992 : sortie de la série spéciale 190 E Azzurro, destinée au marché français uniquement.
- 1993 : sortie des séries spéciales Avantgarde Azzurro, Rosso et Verde.
- 13 avril 1993 : fin de la production[1].

Avant la 190

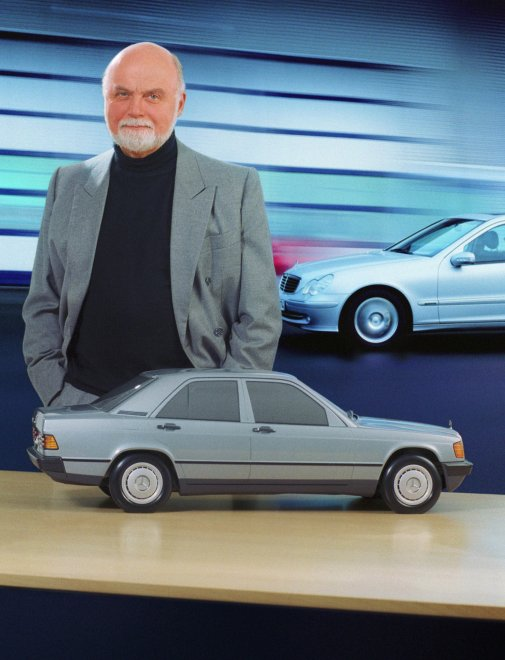
Bruno Sacco, designer de la 190.

En 1981, Mercedes-Benz présente le concept-car Auto 2000, conçu pour optimiser la consommation autoroutière.
Lancement
Le modèle sort en novembre 1982 sous la désignation interne W201 et se distingue d’emblée par ses dimensions réduites : Mercedes, qui ne commercialisait alors que des coupés ou cabriolets luxueux et de grosses berlines routières, descend en gamme avec ce modèle dans l’espoir de générer plus de volume. Comme ses grandes sœurs, la Baby-Benz reste toutefois une propulsion - mais aussi l'une des rares Mercedes à avoir le frein à main entre les sièges. Son train arrière multibras lui confère un comportement dynamique.
À son lancement, deux motorisations essence sont disponibles : un 2 litres à carburateur de 90 chevaux pour la 190, un 2 litres à injection de 122 chevaux pour la 190E. Plus de 630 000 unités de cette dernière seront produites.
Succession
Avec la 190, outre son grand succès commercial, Mercedes a réussi son opération : la marque a investi un segment de marché inférieur, produisant ainsi en plus grand nombre qu’auparavant, tout en gardant son image prestigieuse grâce au positionnement « premium » de sa berline. Le modèle est remplacé en 1993 par la Classe C code interne W202.

## Caractéristiques
La Type 201 a eu plusieurs motorisations différentes de quatre, cinq et six cylindres, essence et diesel.

### Motorisations Essence
- le M 102 quatre cylindres en ligne à carburateur de 2,0 litres faisant 90 et 105 ch. Disponible sur les 190 Phase I et II.
  - le M 102 quatre cylindres en ligne à carburateur de 2,0 litres faisant 102 et 105 ch. Disponible sur les 190 Phase I et II (équipé d'un catalyseur ou possibilité d’installation).
- le M 102 quatre cylindres en ligne à injection indirecte Bosch KE-Jetronic de 1,7 litre faisant 108 ch. Disponible sur la 190 E 1.7 Phase II.
- le M 102 quatre cylindres en ligne à injection indirecte Bosch KE-Jetronic de 1,8 litre faisant 109 ch. Disponible sur la 190 E 1.8 Phase II.
- le M 102 quatre cylindres en ligne à injection indirecte Bosch KE-Jetronic de 2,0 litres faisant 122 ch. Disponible sur les 190 E Phase I et 190 E 2.0 Phase II.
  - le M 102 quatre cylindres en ligne à injection indirecte Bosch KE-Jetronic de 2,0 litres faisant 118 et 120 ch. Disponible sur les 190 E Phase I et II (équipé d'un catalyseur ou possibilité d’installation).
- le M 102 quatre cylindres en ligne à injection indirecte Bosch KE-Jetronic de 2,3 litres faisant 136 ch. Disponible sur les 190 E 2.3 Phase I et II.
  - le M 102 quatre cylindres en ligne à injection indirecte Bosch KE-Jetronic de 2,3 litres faisant 132 et 136 ch. Disponible sur les 190 E 2.3 Phase I et II (équipé d'un catalyseur ou possibilité d’installation).
- le M 102 quatre cylindres en ligne à injection indirecte Bosch KE-Jetronic de 2,3 litres 16 soupapes faisant 185 ch. Disponible sur la 190 E 2.3 16s Phase I.
  - le M 102 quatre cylindres en ligne à injection indirecte Bosch KE-Jetronic de 2,3 litres 16 soupapes faisant 170 et 177 ch. Disponible sur la 190 E 2.3 16s Phase I (équipé d'un catalyseur ou possibilité d’installation).
- le M 102 quatre cylindres en ligne à injection indirecte Bosch KE-Jetronic de 2,5 litres 16 soupapes faisant 195 et 204 ch. Disponible sur les 190 E 2.5 16s Phase I et II (équipé d'un catalyseur ou possibilité d’installation).
- le M 103 six cylindres en ligne à injection indirecte Bosch KE-Jetronic de 2,6 litres faisant 160 ch. Disponible sur la 190 E 2.6 Phase I.
  - le M 103 six cylindres en ligne à injection indirecte Bosch KE-Jetronic de 2,6 litres faisant 160 et 166 ch. Disponible sur les 190 E 2.6 Phase I et II (équipé d'un catalyseur ou possibilité d’installation).

| Modèle                                  | Construction                     | Moteur + Nom                         | Cylindrée         | Puissance                                                     | Couple                                                    | 0 à 100 km/h      | Vitesse maxi   | Consommation + CO2    |
| --------------------------------------- | -------------------------------- | ------------------------------------ | ----------------- | ------------------------------------------------------------- | --------------------------------------------------------- | ----------------- | -------------- | --------------------- |
| 190 (boite manuelle 4)                  | 10/1982 - 09/1984                | 4 cylindres en ligne M 102.921 V20   | 1 997 cm3 (2,0 L) | 66 kW (90 ch) à 5 000 tr/min                                  | 165 N m à 2 500 tr/min                                    | 13,2 s            | 175 km/h       | 8,5 l/100 km ... g/km |
| 190 (boite manuelle 4)                  | 10/1984 - 01/1991                | 4 cylindres en ligne M 102.924 V20   | 1 997 cm3 (2,0 L) | 77 kW (105 ch) à 5 200 tr/min                                 | 170 N m à 2 500 tr/min                                    | 12,4 s            | 185 km/h       | 8,4 l/100 km .        |
| 190 RÜF/CAT (boite manuelle 4)          | 1985 - 1988                      | 4 cylindres en ligne M 102.924 V20   | 1 997 cm3 (2,0 L) | 77 kW (105 ch) à 5 200 tr/min 75 kW (102 ch) à 5 500 tr/min   | 165 N m à 3000 tr/min 160 N m à 3 000 tr/min              |                   |                |                       |
| 190 E 1.7                               | 1993                             | 4 cylindres en ligne M 102           | 1 737 cm3 (1,7 L) | 79 kW (108 ch)                                                |                                                           |                   | 185 km/h       |                       |
| 190 E 1.8 (boite manuelle 4)            | 03/1990 - 08/1993                | 4 cylindres en ligne M 102.910 E18   | 1 797 cm3 (1,8 L) | 80 kW (109 ch) à 5 500 tr/min                                 | 150 N m à 3 700 tr/min                                    | 12,3 s            | 185 km/h       | 9,0 l/100 km .        |
| 190 E 1.8 (boite manuelle 5)            | 03/1990 - 08/1993                | 4 cylindres en ligne M 102.910 E18   | 1 797 cm3 (1,8 L) | 80 kW (109 ch) à 5 500 tr/min                                 | 150 N m à 3 700 tr/min                                    |                   |                |                       |
| 190 E (boite manuelle 4)                | 10/1982 - 1988                   | 4 cylindres en ligne M 102.962 E20   | 1 997 cm3 (2,0 L) | 90 kW (122 ch) à 5 100 tr/min                                 | 178 N m à 3 500 tr/min                                    | 10,5 s            | 195 km/h       | 8,4 l/100 km .        |
| 190 E RÜF/CAT (boite manuelle 4)        | 10/1982 - 1988 1985 - 1991       | 4 cylindres en ligne M 102.962 E20   | 1 997 cm3 (2,0 L) | 90 kW (120 ch) à 5 100 tr/min 87 kW (118 ch) à 5 100 tr/min   | 178 N m à 3 500 tr/min 172 N m à 3 500 tr/min             |                   |                |                       |
| 190 E 2.0 (boite manuelle 4)            | 1991 - 08/1993                   | 4 cylindres en ligne M 102.962 E20   | 1 996 cm3 (2,0 L) | 90 kW (122 ch) à 5 300 tr/min                                 | 175 N m à 3 500 tr/min                                    | 10,5 s            | 195 km/h       | 8,4 l/100 km .        |
| 190 E 2.3 (boite manuelle 5)            | 09/1983 - 08/1988                | 4 cylindres en ligne M 102.985 E23   | 2 299 cm3 (2,3 L) | 100 kW (136 ch) à 5 100 tr/min                                | 205 N m à 3 500 tr/min                                    | 10,3 s            | 200 km/h       | 8,4-8,7 l/100 km .    |
| 190 E 2.3 (boite manuelle 5)            | 1991 - 08/1993                   | 4 cylindres en ligne M 102.985 E23   | 2 298 cm3 (2,3 L) | 100 kW (136 ch) à 5 200 tr/min                                | 200 N m à 3 500 tr/min                                    |                   | 200 km/h       |                       |
| 190 E 2.3 RÜF/CAT (boite manuelle 5)    | 09/1983 - 08/1988 1985 - 1991    | 4 cylindres en ligne M 102.985 E23   | 2 299 cm3 (2,3 L) | 100 kW (136 ch) à 5 100 tr/min 97 kW (132 ch) à 5 100 tr/min  | 205 N m à 3 500 tr/min 198 N m à 3 500 tr/min             |                   |                |                       |
| 190 E 2.3 16 (boite manuelle 5)         | 09/1984 - 06/1988                | 4 cylindres en ligne M 102.983 E23/2 | 2 299 cm3 (2,3 L) | 136 kW (185 ch) à 6 200 tr/min                                | 235 N m à 4 500 tr/min                                    | 7,5 s             | 230 km/h       | 8,6 l/100 km .        |
| 190 E 2.3 16 RÜF/CAT (boite manuelle 5) | 1983 - 1984 1982 - 1987          | 4 cylindres en ligne M 102.983 E23/2 | 2 299 cm3 (2,3 L) | 130 kW (177 ch) à 5 800 tr/min 125 kW (170 ch) à 5 800 tr/min | 230 N m à 4750 tr/min 220 N m à 4 750 tr/min              | 8,2 s             | 225 km/h       | 9,0 l/100 km .        |
| 190 E 2.5 16 RÜF/CAT (boite manuelle 5) | 1987 - 06/1988 07/1988 - 06/1993 | 4 cylindres en ligne M 102.990 E25/2 | 2 498 cm3 (2,5 L) | 150 kW (204 ch) à 6 750 tr/min 143 kW (195 ch) à 6 800 tr/min | 240 N m à 5 000-5 500 tr/min 235 N m à 5 000-5 500 tr/min | 246 km/h 243 km/h | 9,2 l/100 km . |                       |
| 190 E 2.6 (boite manuelle 5)            | 1985 - 08/1988                   | 6 cylindres en ligne M 103.942 E26   | 2 597 cm3 (2,6 L) | 122 kW (166 ch) à 5800 tr/min                                 | 226 N m à 4 600 tr/min                                    | 8,2 s             | 215 km/h       | 9,3 l/100 km .        |
| 190 E 2.6 RÜF/CAT (boite manuelle 5)    | 1985 - 08/1988 1985 - 1992       | 6 cylindres en ligne M 103.942 E26   | 2 597 cm3 (2,6 L) | 122 kW (166 ch) à 5800 tr/min 118 kW (160 ch) à 5800 tr/min   | 226 N m à 4 600 tr/min 220 N m à 4 600 tr/min             |                   |                |                       |

### Motorisations Diesel

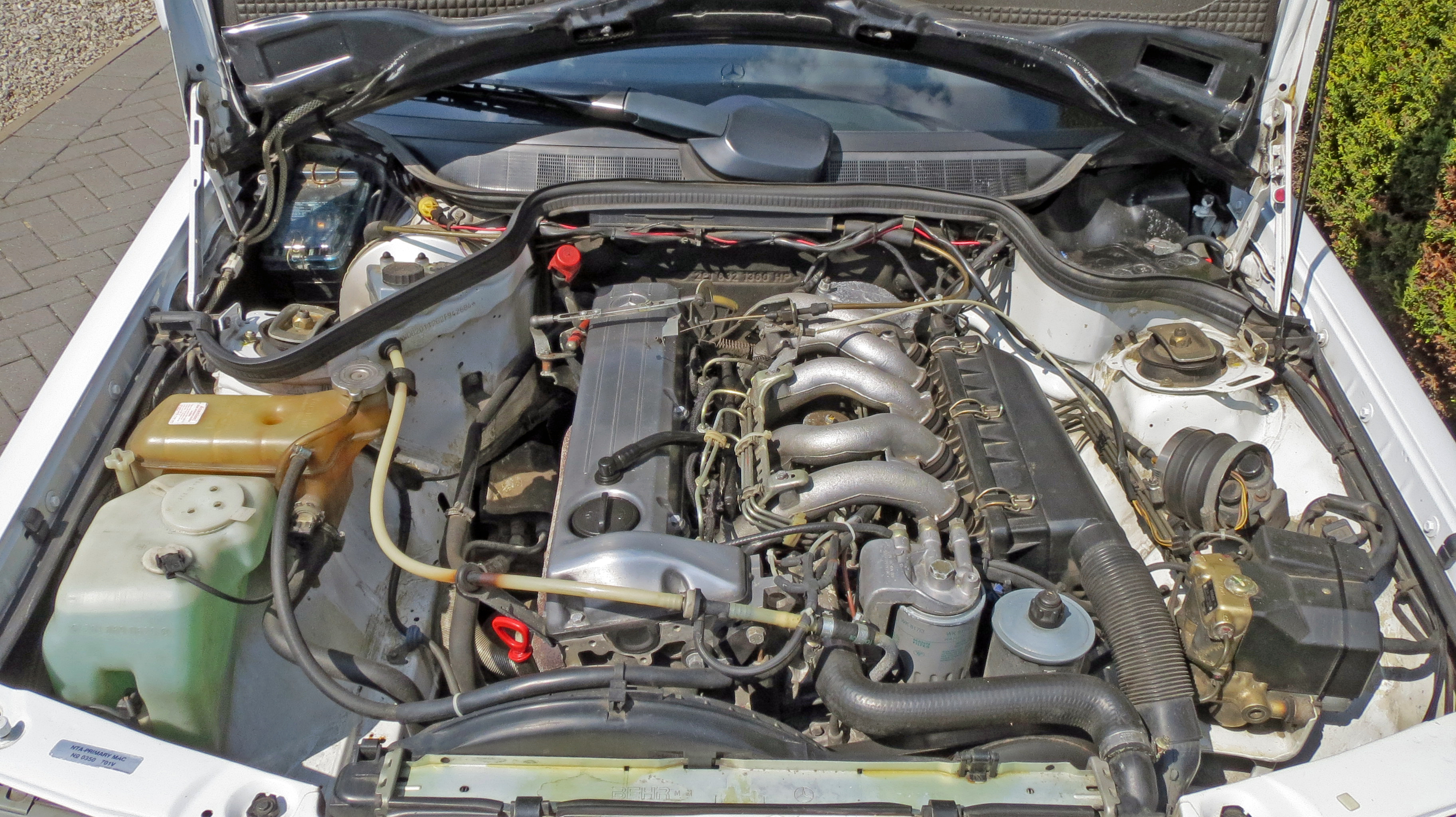
Le OM 602 cinq cylindres.

- le OM 601 quatre cylindres en ligne à injection indirecte de 2,0 litres faisant 72 et 75 ch. Disponible sur les 190 D et 190 D 2.0 Phase I et II.
- le OM 601 quatre cylindres en ligne à injection indirecte de 2,2 litres faisant 73 ch. Disponible sur la 190 D 2.2 Phase I pour le marché américain uniquement.
- le OM 602 cinq cylindres en ligne à injection indirecte de 2,5 litres faisant 90 et 94 ch. Disponible sur les 190 D 2.5 Phase I et II.
- le OM 602 cinq cylindres en ligne à injection indirecte avec turbocompresseur de 2,5 litres faisant 122 et 126 ch. Disponible sur les 190 D 2.5 Turbo Phase I et II.

| Modèle                                | Construction      | Moteur + Nom                         | Cylindrée             | Puissance                     | Couple                       | 0 à 100 km/h | Vitesse maxi | Consommation + CO2    |
| ------------------------------------- | ----------------- | ------------------------------------ | --------------------- | ----------------------------- | ---------------------------- | ------------ | ------------ | --------------------- |
| 190 D / 190 D 2.0 (boite manuelle 4)  | 08/1983 - 05/1989 | 4 cylindres en ligne OM 601.911 D20  | 1 997 cm3 (2,0 L)     | 53 kW (72 ch) à 4 600 tr/min  | 123 N m à 2 800 tr/min       | 18,1 s       | 160 km/h     | 6,6 l/100 km ... g/km |
| 190 D / 190 D 2.0 (boite manuelle 4)  | 06/1989 - 08/1993 | 4 cylindres en ligne OM 601.911 D20  | 1 997 cm3 (2,0 L)     | 55 kW (75 ch) à 4 600 tr/min  | 126 N m à 2 700-3 550 tr/min |              | 160 km/h     |                       |
| 190 D 2.2 US (boite manuelle 5)       | 11/1983 - 08/1985 | 4 cylindres en ligne OM 601.921 D22  | 2 197 cm3 (2,2 L)     | 54 kW (73 ch) à 4 200 tr/min  | 130 N m à 2 800 tr/min       | 18,4 s       | 160 km/h     |                       |
| 190 D 2.5 (boite manuelle 5)          | 09/1985 - 05/1989 | 5 cylindres en ligne OM 602.911 D25  | 2 497 cm3 (2,5 L)     | 66 kW (90 ch) à 4 600 tr/min  | 154 N m à 2 800 tr/min       | 14,8 s       | 174 km/h     | 5,5 l/100 km .        |
| 190 D 2.5 (boite manuelle 5)          | 06/1989 - 08/1993 | 5 cylindres en ligne OM 602.911      | 2 497 cm3 (2,5 L) D25 | 69 kW (94 ch) à 4 600 tr/min  | 158 N m à 2 600-3 100 tr/min | 14,8 s       | 174 km/h     | 5,5 l/100 km .        |
| 190 D 2.5 Turbo (boite automatique 4) | 02/1986 - 05/1989 | 5 cylindres en ligne OM 602.961 D25A | 2 497 cm3 (2,5 L)     | 90 kW (122 ch) à 4 600 tr/min | 225 N m à 2 400 tr/min       | 11,5 s       | 192 km/h     | 6,0 l/100 km .        |
| 190 D 2.5 Turbo (boite automatique 4) | 06/1989 - 08/1993 | 5 cylindres en ligne OM 602.961 D25A | 2 497 cm3 (2,5 L)     | 93 kW (126 ch) à 4 600 tr/min | 231 N m à 2 400 tr/min       | 11,5 s       | 192 km/h     | 6,0 l/100 km .        |

À la fin de l'année 1983, une version 2,2 litres de la 190 D est commercialisée uniquement sur le marché américain avec une puissance de 73 chevaux et un couple de 130 N m.
En 1985, la gamme diesel voit l'arrivée d'un inédit 5 cylindres 2,5 litres de 90 chevaux qui équipe la 190 D, et par la même occasion la Type 124.
En 1986, le dynamique 5 cylindres 2,5 litres turbo diesel est commercialisé d'abord sur le marché américain puis sur le marché Européen en 1987. Développant 122 chevaux et ayant un couple de 225 N m, sa vitesse maximale est annoncée à 192 km/h. Un modèle légèrement plus puissant (125 chevaux) est commercialisé uniquement sur le marché américain entre 1986 et 1988.
En 1989, cette 190 D 2.5 Turbo passe de 122 à 126 chevaux, tandis que la puissance du 2 litres diesel passe de 72 à 75 chevaux et celle du 2,5 litres de 90 à 94 chevaux. À partir de 1990, la 190 D est équipée en Allemagne d'un catalyseur et d'une vanne EGR.

### Transmissions
La 190 est principalement équipée d'une boîte de vitesses manuelle à 5 rapports. Durant les premières années, certaines versions étaient munies d'une boîte de vitesses manuelle à 4 rapports. Elle peut également être équipée d'une boîte automatique à 4 rapports nommé 4G-Tronic (en).

## Chronologie des versions
Légende couleur : Essence ; Diesel

## 190 E 2.3-16 et 2.5-16

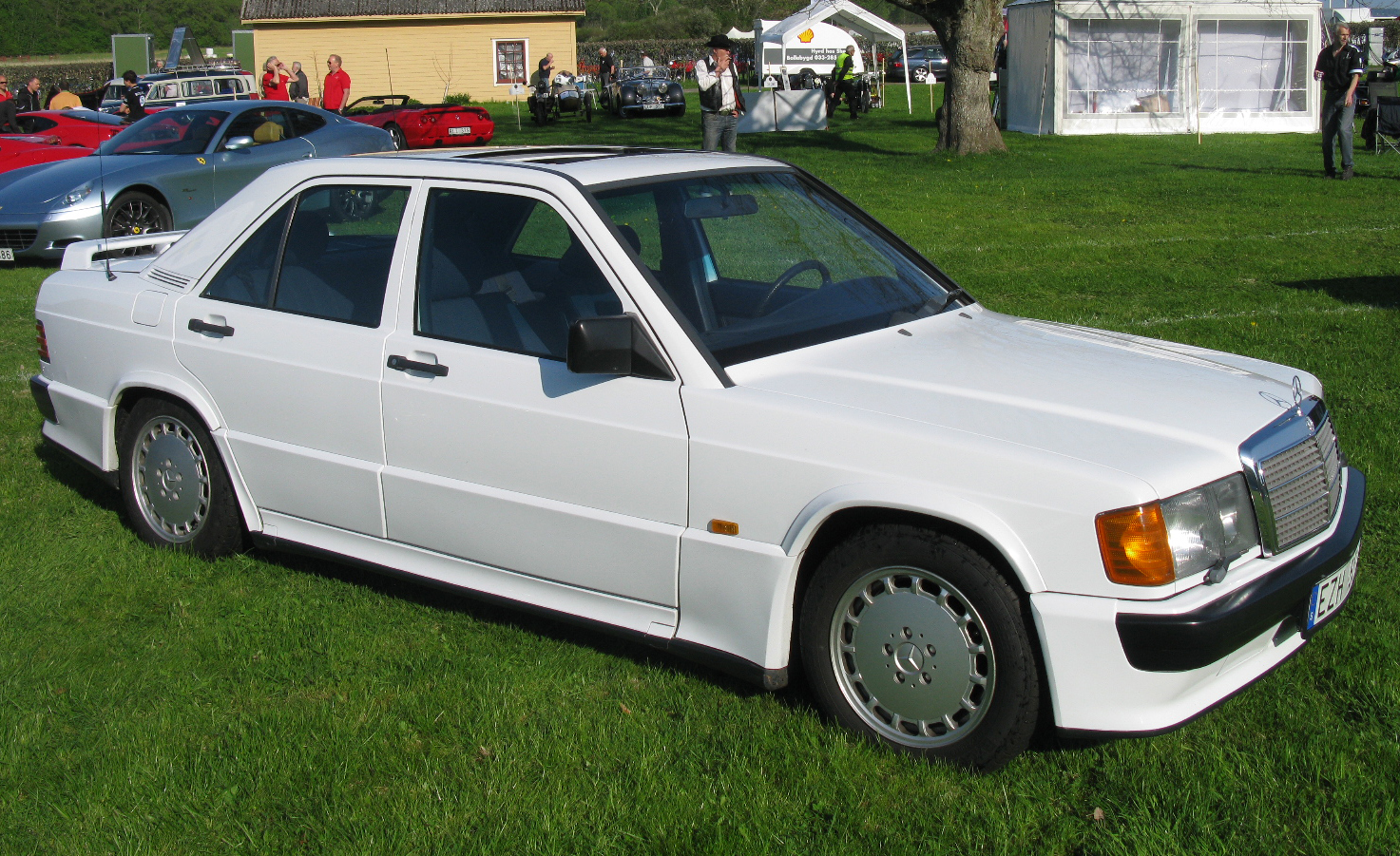
Mercedes-Benz 190 E 2.3 16.

Versions à caractère sportif. Équipés d'un becquet sur la malle et d'un kit sport. Le moteur sera lui, équipé de 16 soupapes, d'ou le nom du modèle.
- 190 E 2.3-16 / W201 E23/2 : 1984 - 1988 (19 487 exemplaires)
- 190 E 2.5-16 / W201 E25/2 : 1988 - 1993 (5 743 exemplaires)

Avec cette 190, Mercedes-Benz joue dans la cour de BMW et sa Série 3, en sortant des modèles sportifs. En 1983, Mercedes-Benz présente la 2.3 16 soupapes au Salon de Francfort. Elle est commercialisée à partir de l'automne 1984. Son moteur est conçu en collaboration avec Cosworth. Elle affiche 186 chevaux, passe de 0 à 100 km/h en 7,8 secondes et affiche une vitesse de pointe de 230 km/h. Elle possède une boîte de vitesses Getrag inversée à 5 rapports de type "dog-leg" (en) : la première est en bas à gauche afin d'avoir la 2e et la 3e vitesse en vis-à-vis pour des passages de vitesses manuelles plus rapides, ainsi qu'un pont autobloquant et une suspension pilotée.
Sur le circuit de Nardò du 13 au 21 aout 1983 trois modèles 2.3 16 soupapes de série légèrement modifiées ont effectué un marathon qui a duré 201 heures 39 minutes et 49 secondes. Durant ce marathon deux des trois voitures ont parcouru 50 000 km à une moyenne de 247,9 km/h. Elles ont ainsi battu trois records mondiaux de vitesse et d'endurance,.
Le 12 mai 1984, la 190E 2.3-16V est présentée lors de la première course se déroulant sur le nouveau circuit de Formule 1 du Nurburgring. Lors de la Course des Champions du Nürburgring 1984 (en), 20 des meilleurs pilotes du monde dont Stirling Moss, Alain Prost, Niki Lauda et James Hunt s'affrontent en levée de rideau du Grand Prix sur des 190E 2.3-16V légèrement modifiées , mais c'est le jeune Ayrton Senna qui remporte la victoire.
En 1988, Mercedes-Benz redéveloppe ce même moteur et augmente sa cylindrée, la faisant passer à 2,5 litres pour 205 chevaux. Cette augmentation de cylindrée permet d'obtenir plus de souplesse à bas régime.
Il ne faut attendre longtemps la réaction des 2 rivaux de l'Étoile : Ford avec sa Sierra RS Cosworth  à moteur 2,0 L turbo 16 soupapes, qui développe 204 ch, et surtout BMW avec sa M3 (Type E30) équipée d'un moteur de 2.3 l atmosphérique et d'une culasse à 16 soupapes d'une puissance de 200 ch.

### Palmarès sportif
Outre sa présence en Championnat de tourisme allemand DTM où elle remporta le titre en 1992 avec la 2.5-16 EVO 2 de Klaus Ludwig, la 190 E 16 soupapes a également brillé sur circuit dans le cadre du Championnat de France des voitures de production avec Dany Snobeck et Alain Cudini (+ participation aux 24 Heures de Spa).
En rallye, elle a participé à de nombreuses épreuves, en Championnat de France des rallyes 1986 (Philippe Bugalski, Didier Auriol) et 1987 (Bernard Darniche), et 3 saisons durant (1986, 1987, 1988) en championnat de Belgique avec le pilote Valère Vandermaesen.
De plus, elle a remporté à 2 reprises le "Trophée Andros" (courses sur glace) avec Dany Snobeck en 1992 et 1993.

## Versions Evolution

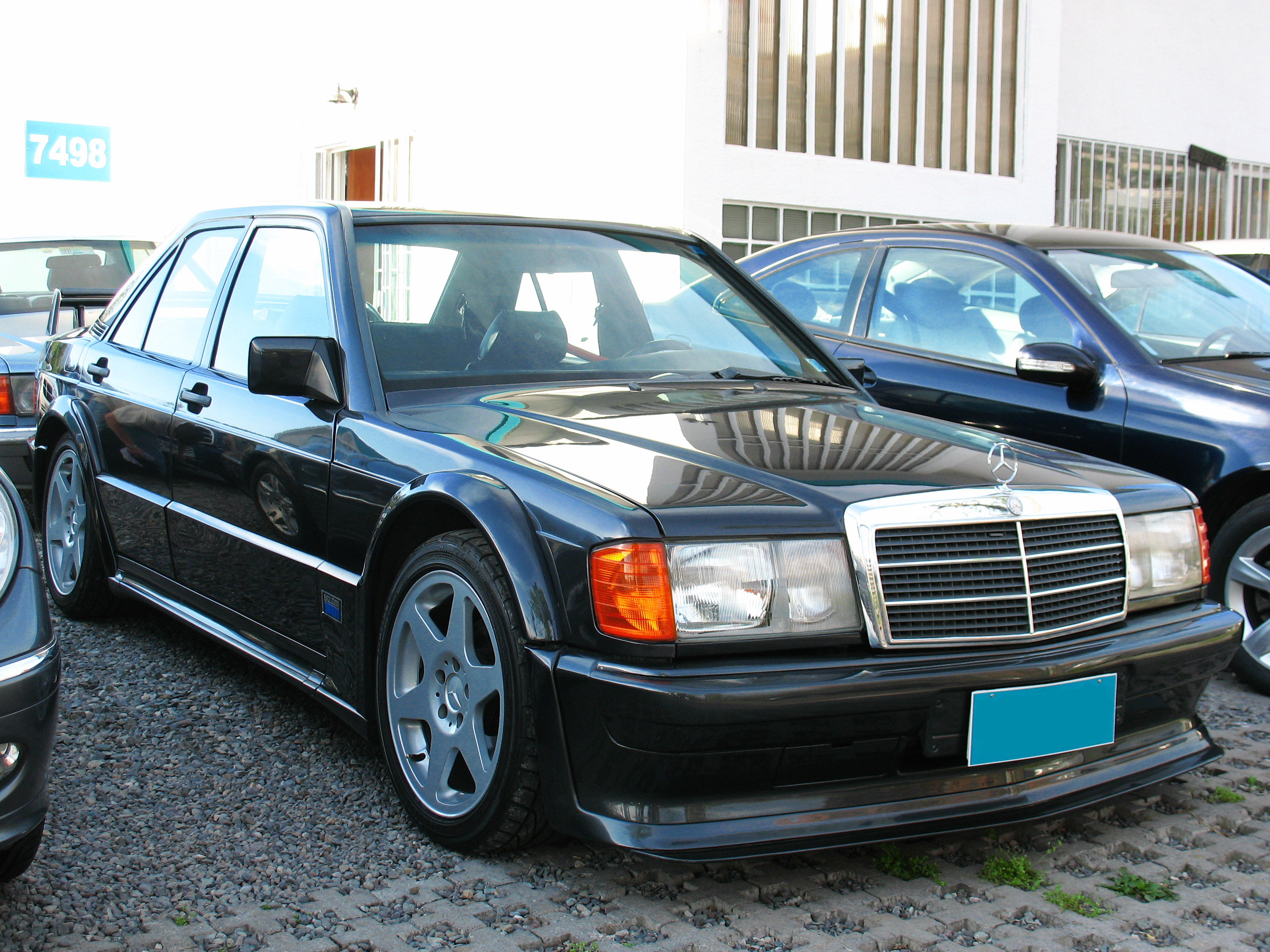
190 Evolution I

- 190 E 2.5-16 EVOLUTION / W201 E25/2 : 1989 (502 exemplaires)

En 1989, Mercedes-Benz sort la 190 EVO I pour pouvoir s'inscrire au Championnat de tourisme allemand DTM. Selon la réglementation, la marque doit produire 502 exemplaires de route. Ce modèle est créé à partir du 2.5 16s, possède un moteur de quatre cylindres en ligne, 16 soupapes, affiche une puissance de 204 chevaux à 6 750 tr/min (195 chevaux à 6 800 tr/min pour la version catalysée) et abat le 0–100 km/h en 7,5 secondes (7,7 secondes pour la version catalysée). Son moteur a un alésage de 97,3 mm et une course de 82,8 mm pour une cylindrée totale de 2 463 cm3. Elle développe un couple de 240 N m entre 5 000  et   5 500 tr/min (235 N m entre 5 000  et   5 500 tr/min pour la version catalysée), sa vitesse maximale est de 235 km/h (230 km/h pour la version catalysée). Elle possède une boite manuelle à cinq rapports. Sa consommation est de 7,3 l/100 km (7 l/100 km pour la version catalysée) à 90 km/h ; 9 l/100 km (8,6 l/100 km pour la version catalysée) à 120 km/h et 13,3 l/100 km (12,9 l/100 km pour la version catalysée) en cycle urbain. Elle possède un réservoir de 70 litres.
- 190 E 2.5-16 EVOLUTION II / W201 E25/2 : 1990 (502 exemplaires)

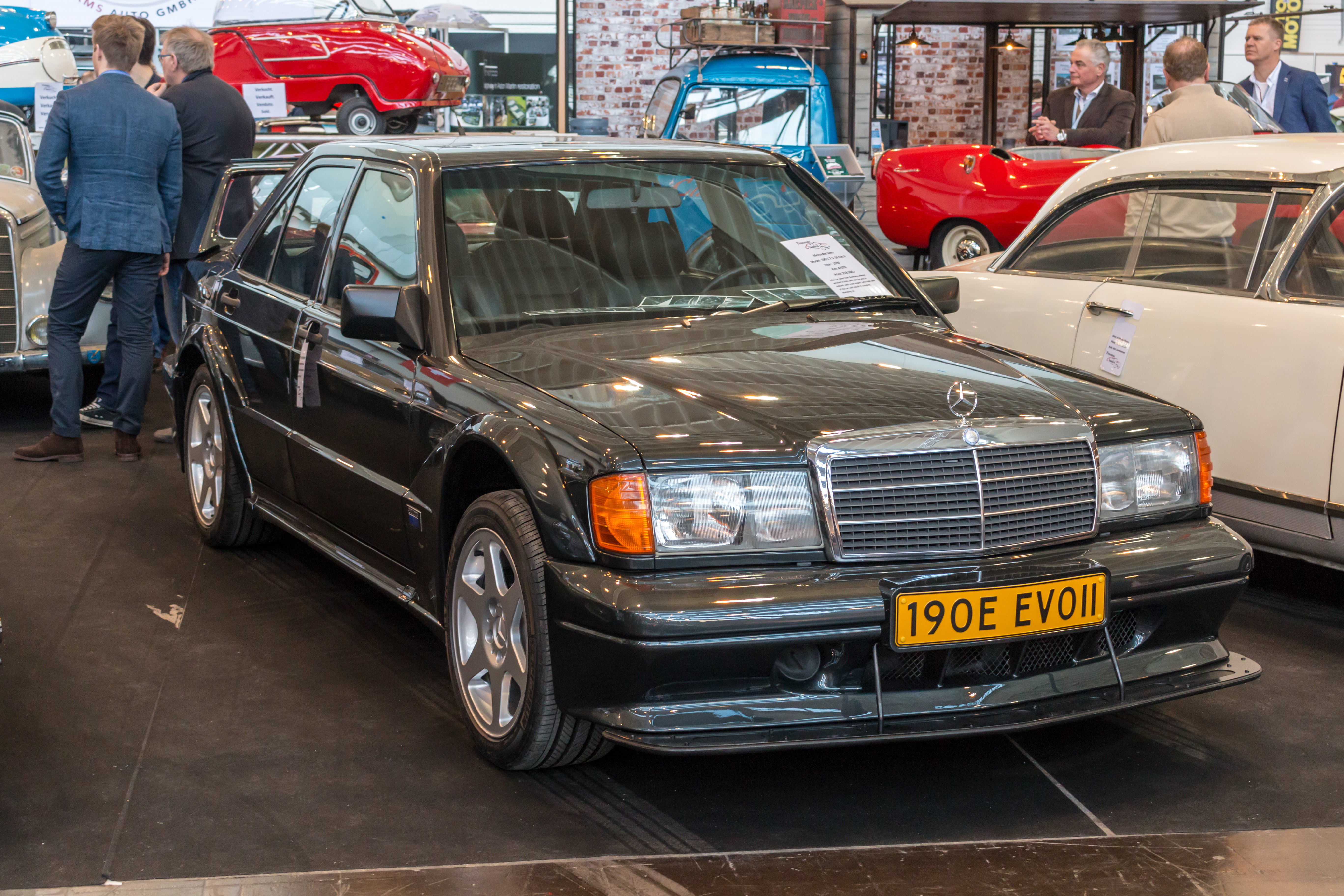
190 E 2.5-16 EVO II.

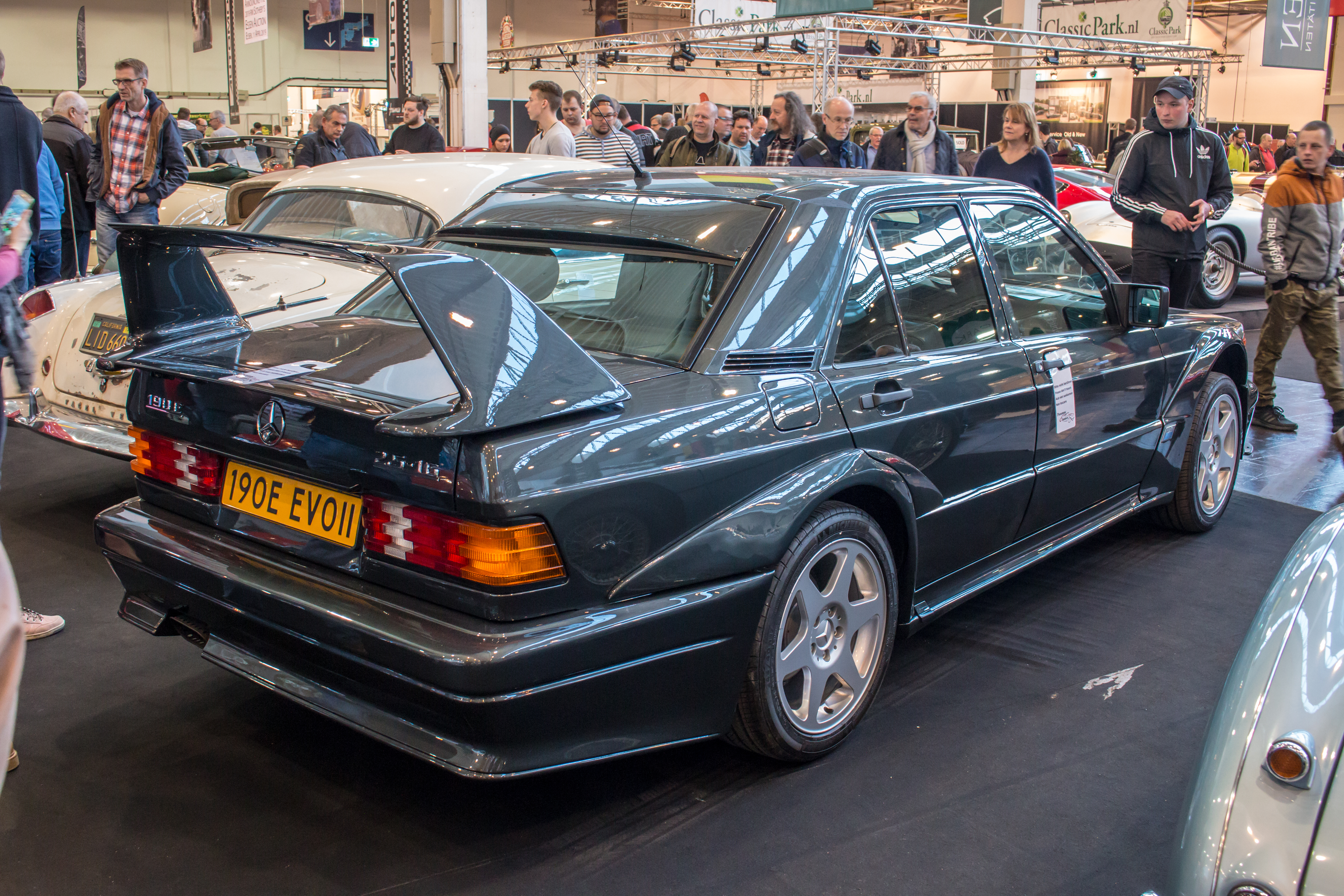
Arrière de l'EVO II.

En mars 1990, Mercedes-Benz présente pour la première fois la 190E 2.5-16 Evolution II au « Geneva Motor Show », également pour pouvoir concourir au championnat DTM. Ce modèle, équipé d'une boite manuelle à cinq rapports, abat le 0–100 km/h en 7,1 secondes et est limitée électroniquement à 250 km/h. Son moteur est le 2.5 16 soupapes développe 235 chevaux à 7 200 tr/min et a un couple de 245 N m entre 5 000  et   6 000 tr/min. L'alésage est de 97,3 mm et la course de 82,8 mm, pour une cylindrée totale de 2 463 cm3. Le véhicule consomme 7,3 l/100 km à 90 km/h, 9 l/100 km à 120 km/h et 13,3 l/100 km en cycle urbain. Il possède un réservoir de 70 litres.
En réponse à ce modèle, Ford présente la Sierra RS500 (évolution du Cosworth, porté à 224 ch) ; et BMW améliore sa M3 (Type E30) grâce à de multiples "Evolution", avec comme point final le moteur type "S14" porté à une cylindrée de 2 500 cm3, d'une puissance, en série, de 238 ch.

## Versions AMG

### 190 E 3.2 AMG
Version sportive de la Type 201 modifiée par le préparateur officiel de la marque.

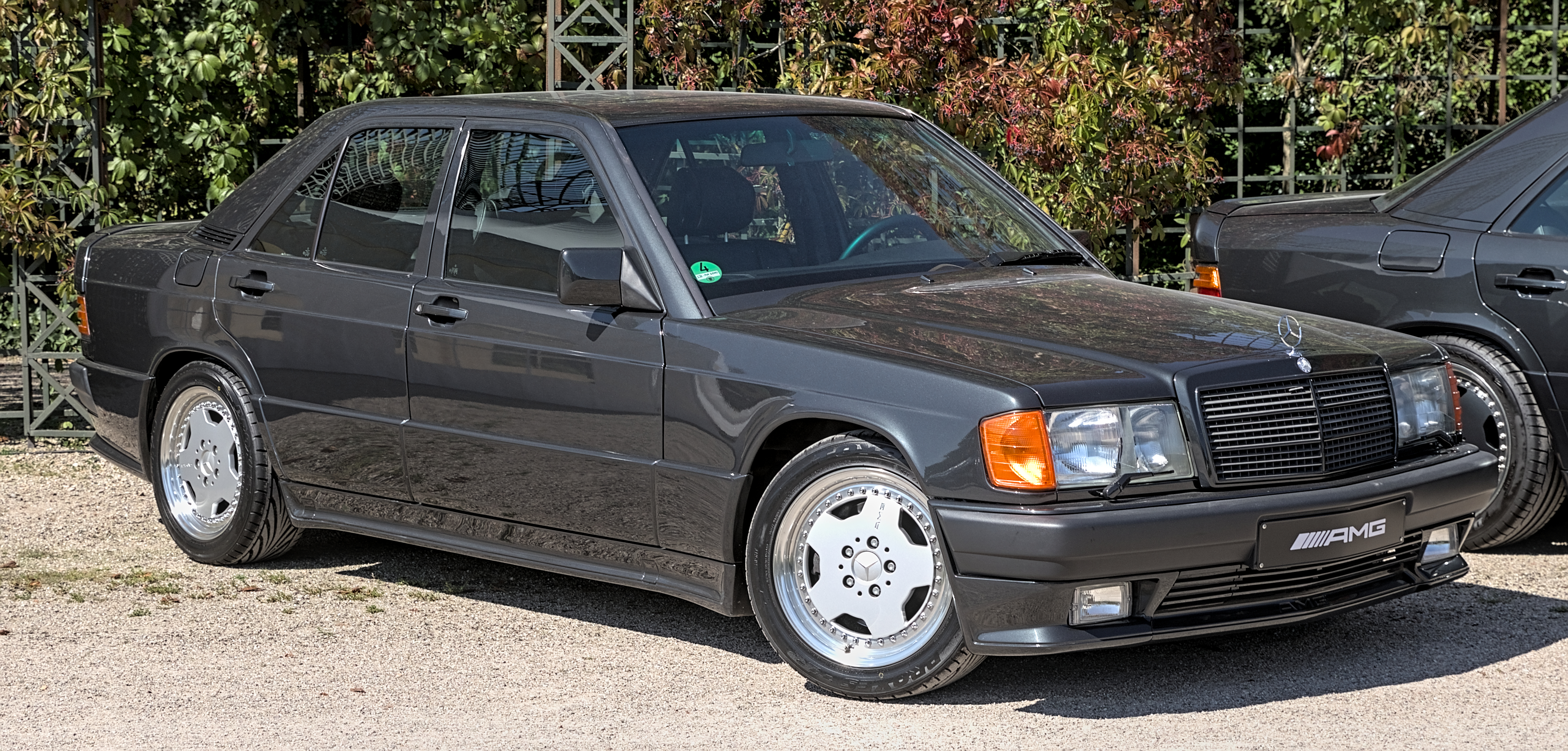
190 E 3.2 AMG.

La 190 E 3.2 AMG fut introduite sur le marché par AMG en février 1992. Elle devient le premier modèle estampillé AMG distribué et garanti au sein du réseau Mercedes en Allemagne. Environ 200 unités seront réalisées et vendues par AMG. Elles seront proposées en deux coloris : noir ou gris argent.
Le préparateur proposait également à la vente un kit carrosserie ainsi que son moteur réalésé à 3.2L aux clients désireux de les adapter à leur Mercedes-Benz 190E. Le 3.2L AMG était né du 3L 6 cylindres en ligne à simple arbre à cames dans sa version 12 soupapes référencé M103 chez Mercedes-Benz et poussé à 3.2L par le préparateur. Le résultat était un véhicule développant environ 234 chevaux et capable d'abattre le 0 à 100 km/h en 7.1s pour une vitesse maximale d'environ 247 km/h. Sa commercialisation prendra fin en 1994,,,.

## Versions spécifiques

### 190 E City
Dans les années 1980, a été mise en étude une 190 compacte deux portes, notamment pour concurrencer la Volkswagen Golf II. Ce modèle ne sera jamais commercialisée.

### Version américaine
Pare-chocs plus grands avec feux de position latéraux intégrés pour répondre aux normes fédérales de sécurité en cas de collision.
Phares à faisceau scellé (avant 1987), remplacés plus tard par des unités composites.
Troisième feu stop ajouté à la lunette arrière à partir de 1986 (exigence fédérale).
Équipements antipollution spécifiques, incluant des catalyseurs, des systèmes EGR et un réglage moteur moins puissant.
Compteur de vitesse en MPH (avec indication secondaire en km/h).
Étiquettes d'avertissement en anglais et plaques de pression des pneus au format américain.

### Les séries spéciales

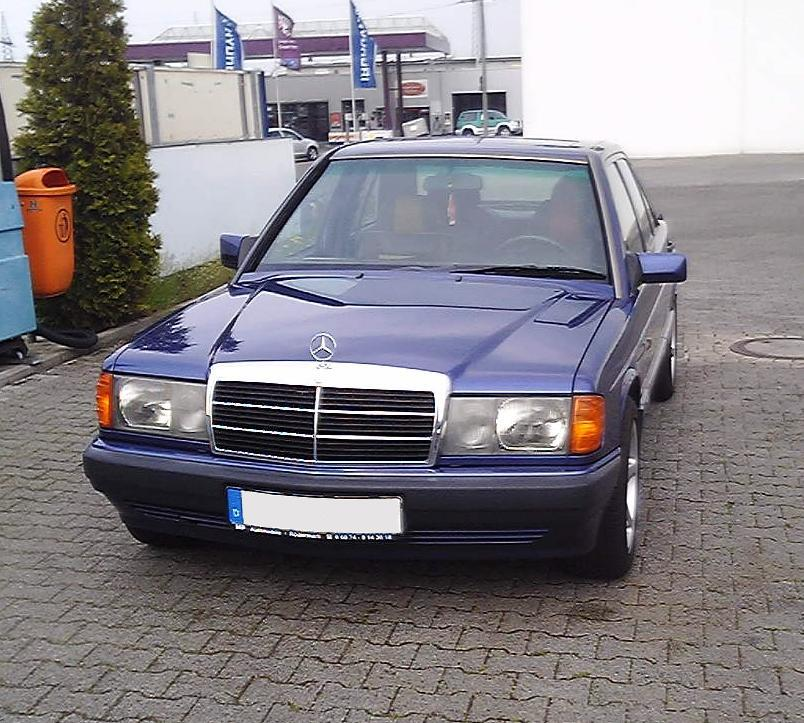
190E 2.3 Avantgarde Azzurro.

Trois éditions spéciales, nommées Avantgarde, de la 190 ont été produites, destinées uniquement au marché allemand. Chacun de ces trois modèles, proposant un pack d'options spécifiques, est caractérisé par une couleur de carrosserie particulière. Les trois modèles produits sont :
- Avantgarde Azzurro : couleur bleue métallisée. Moteur essence 2,3 L (136 ch). Intérieur cuir noir Sportline avec touches de couleurs différentes sur chaque assise et panneaux de porte : rouge pour le conducteur, jaune pour le passager avant, bleu à l'arrière droit et vert à l'arrière gauche. Inserts de console centrale en imitations carbone.
- Avantgarde Rosso : couleur rouge. Moteur essence 1,8 L (109 ch). Sièges classiques en tissu noir avec partie centrale multicolore. Inserts de console centrale laqués noirs.
- Avantgarde Verde : couleur verte. Moteur diesel 2,5 L (94 ch). Intérieur Sportline en tissu anthracite, avec inserts de couleur verte à poids. Inserts de console centrale en burlwood teinté vert. Chaque voiture dispose d'un poste Becker spécifique, du toit ouvrant.

190 E Azzurro : destinée au marché français. Moteur essence 2,0 L.
Les « Avantgarde Azzurro » allemandes ne doivent pas être confondues avec les « 190 E Azzurro » qui sont équipées du 2,0 L essence 4 cylindres M102, destinée au marché français. En effet, si la 190 E Azzurro n'a été produite que fin 1992 à 300 exemplaires seulement, et étaient toutes dotés de l'intérieur en tissu bleu et de la climatisation, les « Avantgarde Azzurro » sont en revanche des modèles de 1993, basés sur la finition Sportline.
190 Primavera : Mercedes-Benz 190E (W201) Primavera Édition Limitée – 1 sur 100 pour le marché suisse.
Primavera signifie "printemps" en italien. Limitée à 100 exemplaires, il s'agit d'une version spéciale destinée exclusivement au marché suisse, proposée à la fin de la production du modèle et présentée au Salon de l'automobile de Genève en 1993, en versions 190E 1.8 ou 2.3. Cette édition se distingue notamment par une peinture nacrée "vert tourmaline métallisé" (code 269), une sellerie inhabituelle à pois (code 366), un ensemble de tapis en velours vert avec l’inscription Mercedes-Benz, ainsi qu’un habillage en bois "noyer madré" (code 731).  

### Modèles tuning
Plusieurs préparateurs se sont penchés sur la 190. Notamment le belge Carat Duchatelet, jusqu'ici spécialiste du blindage. Certains carrossier la transformeront également en cabriolet.